# Great Offices of State
Great Offices of State je označení čtyř nejvýznamnějších úřadů britské vlády, v jejichž čele stojí premiér, ministr financí, ministr zahraničních věcí a ministra vnitra, případně se jedná o tři dané úřady s výjimkou premiéra.

## Složení
| Great Offices of State vlády Jeho Veličenstva | Great Offices of State vlády Jeho Veličenstva | Great Offices of State vlády Jeho Veličenstva                                | Great Offices of State vlády Jeho Veličenstva |
| --------------------------------------------- | --------------------------------------------- | ---------------------------------------------------------------------------- | --------------------------------------------- |
| Vláda Keira Starmera                          |                                               |                                                                              |                                               |
| Úřad                                          | Osoba                                         | Osoba                                                                        | Nástup do úřadu                               |
| Premiér                                       |                                               | Keir Starmer poslanec za Holborn a St Pancras (* 1962)                       | 5. července 2024                              |
| Ministryně financí                            |                                               | Rachel Reevesová poslankyně za Leeds West a Pudsey (* 1979)                  | 5. července 2024                              |
| Ministr zahraničních věcí                     |                                               | David Lammy poslanec za Tottenham (* 1972)                                   | 5. července 2024                              |
| Ministryně vnitra                             |                                               | Yvette Cooperová poslankyně za Pontefract, Castleford a Knottingley (* 1969) | 5. července 2024                              |